# گمینا ژاره
گمینا ژاره (به لهستانی:  Gmina Żary) یک گمینا در لهستان است که در شهرستان ژاری واقع شده‌است.
 گمینا ژاره ۲۹۴٫۴۳ کیلومتر مربع مساحت و ۱۱٬۵۷۷ نفر جمعیت دارد.